# Cisnădie
Cisnădie (Duits: Heltau, Hongaars: Nagydisznód) is een stad (oraș) in het Roemeense district Sibiu. De stad telt 17.871 inwoners (2002). De plaats was tot ver in de 20e eeuw een woonplaats van de Transsylvaanse Saksen. Het was een van de meest westelijk gelegen Saksische stadjes.
In Cisnădie staat de Somarest-fabriek, waar schoenen van het luxe merk Louis Vuitton worden gemaakt.

## Fotogalerij

Cisnădie
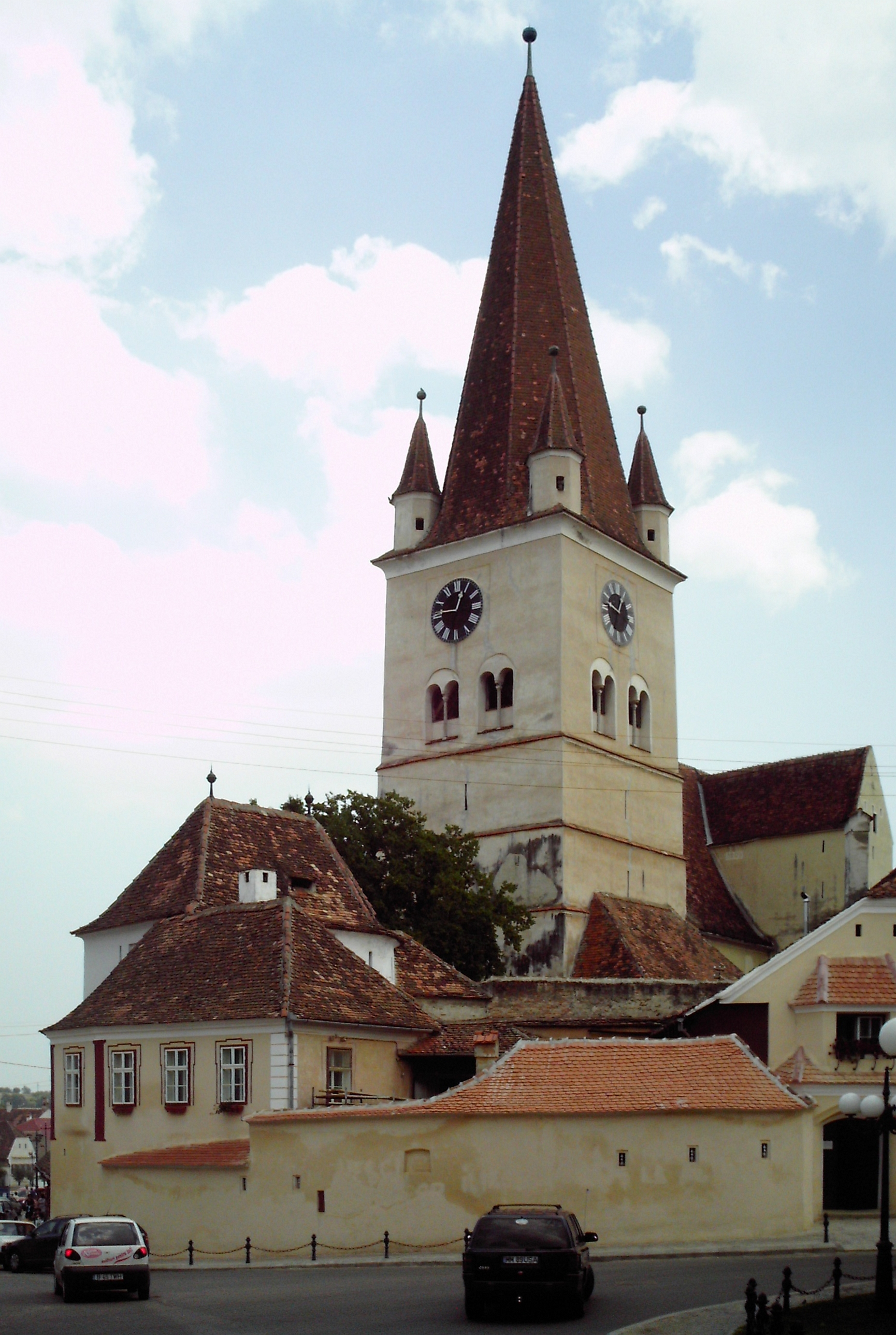
Cisnădie - de weerkerk
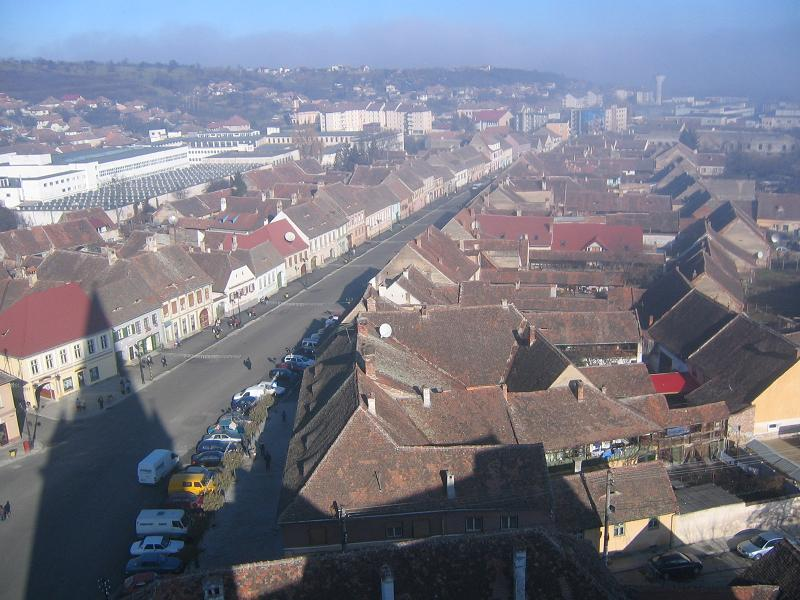
Blik vanaf de kerktoren
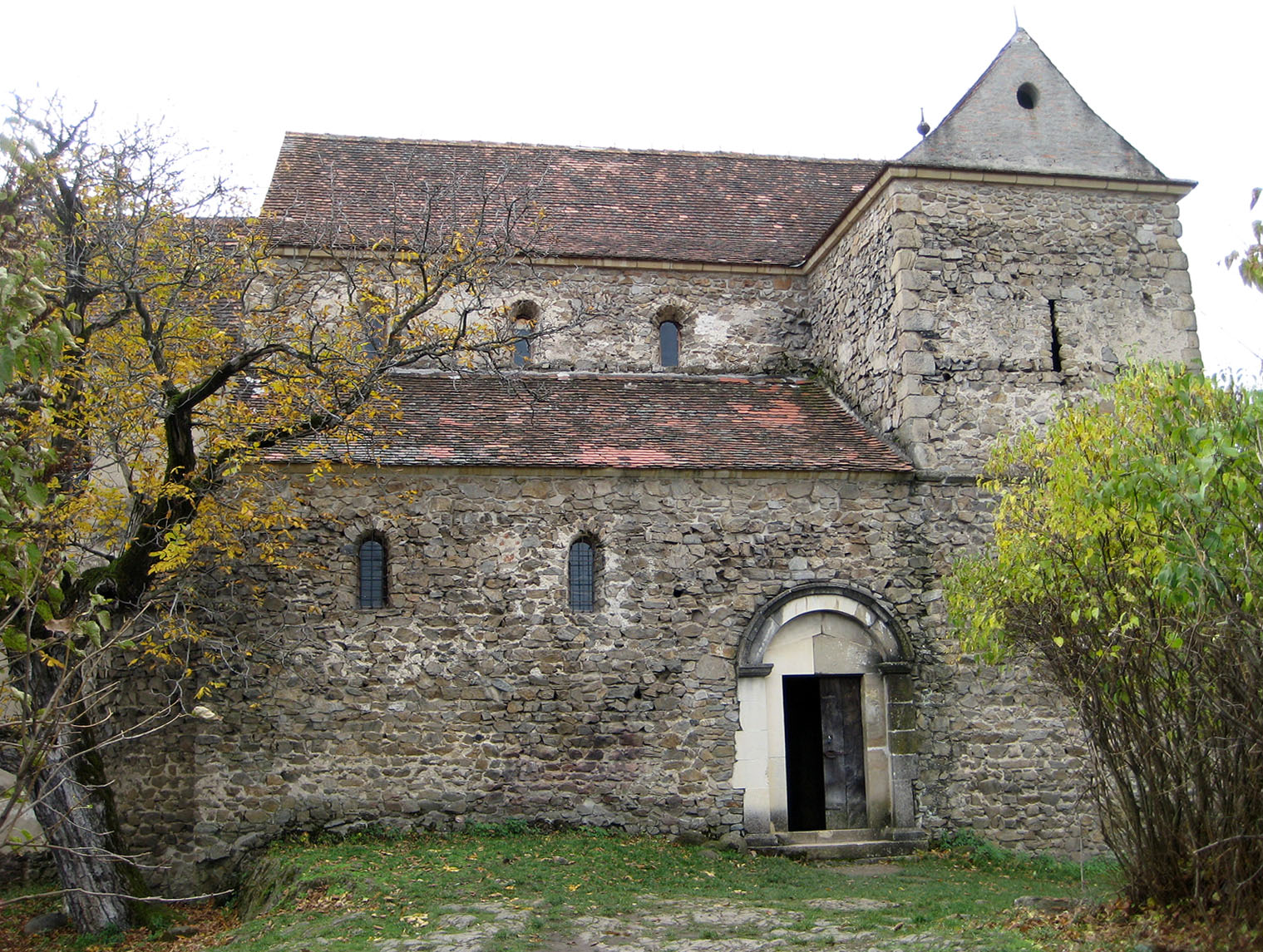
De Romaanse kerk, gebouwd in de eerste helft van de 12e eeuw